# Yuki Kobayashi (2000)
Yuki Kobayashi (小林 友希, Kobayashi Yuki, Hyogo, 18 juli 2000) is een Japans voetballer die als verdediger speelt bij FC Machida Zelvia.

## Clubcarrière
Kobayashi begon zijn carrière in 2018 bij Vissel Kobe. Hij tekende in juli 2019 bij FC Machida Zelvia.

## Interlandcarrière
Kobayashi speelde met het nationale elftal voor spelers onder de 20 jaar op het WK –20 van 2019 in Polen.